# Shediac
Shediac – miasto w Kanadzie, w prowincji Nowy Brunszwik, położone nad cieśniną Northumberland Strait.